# Mandevilla laxa
Mandevilla laxa, con el nombre común de jazmín chileno, es una planta ornamental del género Mandevilla perteneciente a la familia Apocynaceae.

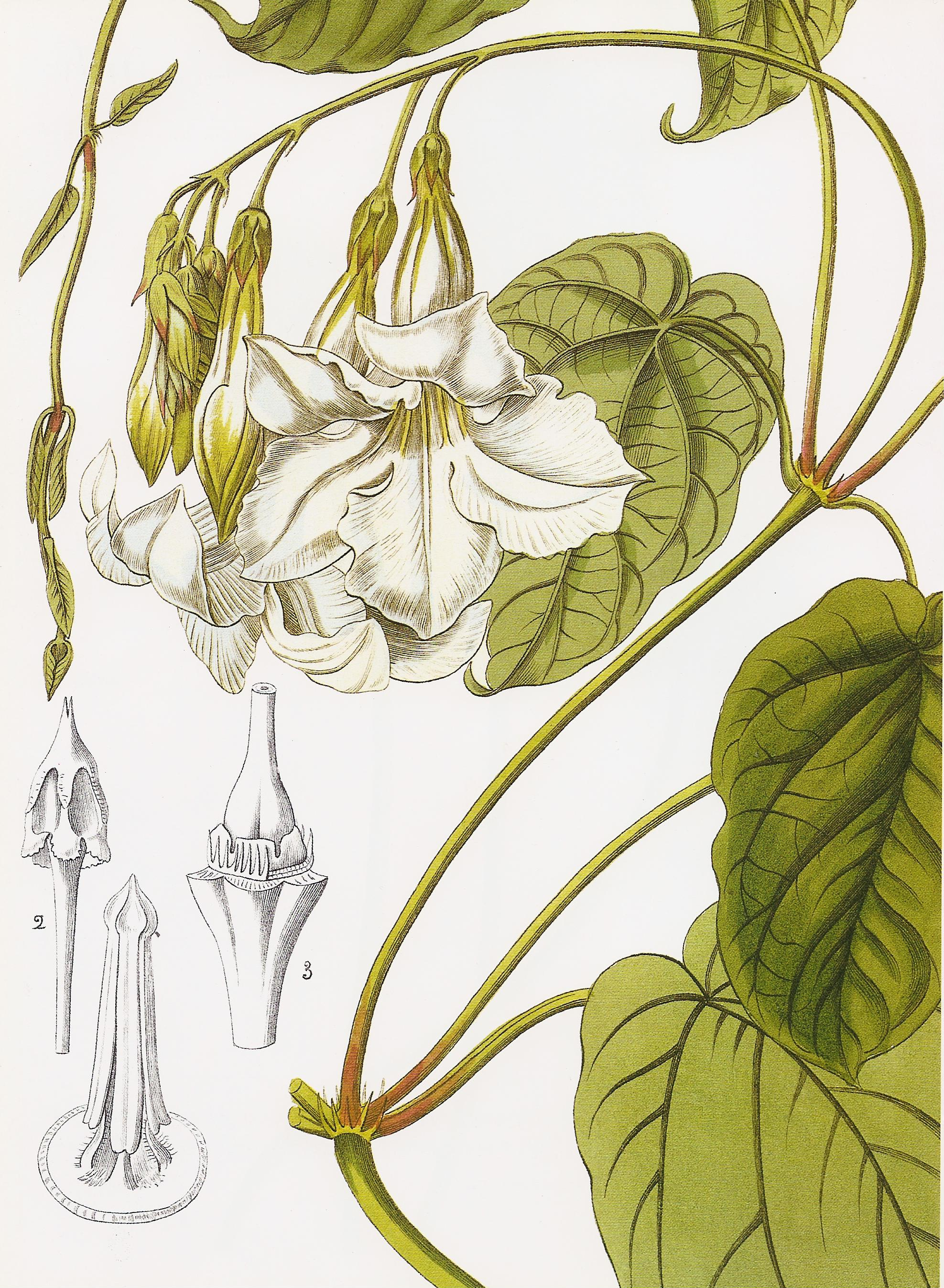
Ilustración de Miss S. A. Drake (fl. 1820s-1840s), en el 26 volumen del Botanical Register (1840), editado por John Lindley.

## Distribución
M. laxa es nativa del sur de Ecuador, Perú, Bolivia y el norte de Chile.  Crece como una trepadora y es de hoja caduca en climas fríos. Puede crecer hasta los 6 metros de altura. Las masas de flores blancas muy perfumadas se producen en el verano.

## Taxonomía
Mandevilla laxa fue descrita por (Ruiz y Pav.) Woodson y publicado en Annals of the Missouri Botanical Garden 19(1): 68. 1932.
Sinonimia
- Amblyanthera bridgesii Müll.Arg.
- Amblyanthera suaveolens (Lindl.) Müll.Arg.
- Echites glandulosus Poir. nom. illeg.
- Echites laxus Ruiz & Pav.
- Echites suaveolens (Lindl.) A.DC.
- Mandevilla bangii Rusby
- Mandevilla bridgesii (Müll.Arg.) Woodson
- Mandevilla mandonii Rusby
- Mandevilla suaveolens Lindl.
- Mandevilla tweedieana Stapf & Gadeceau[5]